# Diego López (wielrenner)
Diego López Fuentes (Estella, 9 december 1997) is een voormalig Spaans wielrenner.

## Carrière
Omdat Equipo Euskadi, de ploeg waar hij sinds 2018 voor reed, in 2020 een stap hogerop deed, werd López dat jaar prof. Hij nam dat jaar deel aan onder meer de Ronde van de Algarve en Parijs-Tours. In 2021 maakte hij de overstap naar Equipo Kern Pharma. Zijn debuut voor zijn nieuwe ploeg maakte hij in de Clásica de Almería. Later dat jaar werd hij onder meer elfde in het eindklassement van de Ronde van Valencia, op minder dan drie minuten van winnaar Stefan Küng. In september maakte hij deel uit van de Spaanse selectie voor de ploegenestafette op het wereldkampioenschap in Vlaanderen. In 2022 maakte hij zijn debuut in de World Tour toen hij aan de start stond van de Ronde van het Baskenland. In de laatste etappe van die wedstrijd kwam hij buiten de tijdslimiet over de finish.

## Ploegen
- 2018 –  Team Euskadi
- 2019 –  Equipo Euskadi
- 2020 –  Euskaltel-Euskadi[1]
- 2021 –  Equipo Kern Pharma
- 2022 –  Equipo Kern Pharma

Alonso · Azkarate · Azurmendi · Buades · Fernández · García · Goikoetxea · Insausti · Juaristi · López · López-Cózar · Martín
Adrià · Agirre · Araiz · Arrieta · Berrade · Carboni (vanaf 9/9) · Carretero · J. Castrillo · Cobo · Galván · C. García Pierna · R. García Pierna · Jaime · D. Lopez · J. López · Marquez · Mendez · Miquel · Moreno · Novikov · Parra · Řepa · Ruiz · Sánchez · van der Tuuk · P. Castrillo (stagiair) · Fernandez (stagiair) · Retegi (stagiair)